# UtrechtNu!
UtrechtNu! is een lokale politieke partij actief in de gemeente Utrecht en de provincie Utrecht. Sinds 2023 is de partij vertegenwoordigd in de Utrechtse gemeenteraad en de Provinciale Staten van Utrecht. De partij wil deelnemen aan de gemeenteraadsverkiezingen van 2026 in Utrecht.

## Geschiedenis
UtrechtNu! werd in 2023 opgericht door de Utrechtse Statenleden Sjors Nagtegaal (PVV), Stefan Berlijn (JA21), Michiel Fiscalini (JA21) en het Utrechtse gemeenteraadslid David Bosch (PVV). Ontevreden over de landelijke koers en interne werkwijze van hun voormalige partijen, besloten zij een nieuwe lokale partij te vormen.Op 11 oktober 2023 traden zij voor het eerst als nieuwe fractie op in de Provinciale Staten van Utrecht.

## Standpunten
De oprichters van UtrechtNu! geven aan een brede, lokale volkspartij te willen zijn die zich richt op pragmatische oplossingen. Zij werden geïnspireerd door de 'Leefbaar'-partijen uit de jaren negentig. Het beginselprogramma van de partij is gestructureerd rond de kernprincipes: (keuze)vrijheid, verantwoordelijkheid, rechtvaardigheid en gemeenschapszin.
In de gemeente Utrecht is UtrechtNu! vooral bekend vanwege hun kritiek op het huidige Utrechtse mobiliteitsbeleid. Ze pleiten voor een verkeersbeleid dat auto's niet uitsluit, maar de doorstroming verbetert met 'groene golven' en voldoende parkeerplaatsen. De partij heeft veel contacten met Utrechtse ondernemers, vooral in de horeca, en streeft naar versoepeling van regelgeving. Voormalig eigenaar van het bekende Café de Zaak op het Stadhuisplein, Rien van den Hoek, die eerder lijstduwer was voor D66 in Utrecht, is sinds december 2023 actief voor de partij als commissielid. Daarnaast is ondernemer Richard den Hartog betrokken als adviseur in de kandidatencommissie voor de verkiezingen van 2026.
In de provincie verzet UtrechtNu! zich tegen het beleid van dwang bij de plaatsing van windturbines en pleit voor meer participatie van inwoners bij besluitvorming.